# Louis Washkansky
Louis Washkansky (1913 - 21 décembre 1967) était un homme sud-africain qui a été le destinataire de la première transplantation cardiaque interhumaine au monde, et le premier patient à reprendre conscience après l'opération. Washkansky a vécu pendant 18 jours après l'opération et a pu parler avec sa femme et à des journalistes ,,.
Washkansky était en réalité le deuxième receveur humain d'une transplantation cardiaque, car le chirurgien James Hardy avait déjà effectué une transplantation en 1964 dans laquelle Boyd Rush avait reçu le cœur d'un chimpanzé, bien que le patient dans ce cas n'ait survécu qu'une heure et n'ait pas repris connaissance,.

## Biographie
Washkansky était un Juif lituanien qui a émigré avec ses amis de Vilijampole en Afrique du Sud en 1922, lorsqu'il était âgé de neuf ans, et est devenu épicier au Cap. Washkansky a participé activement à la Seconde Guerre mondiale en Afrique de l'Est et du Nord et en Italie.
Washkansky était un grand sportif et pratiquait notamment le football, la natation et la force athlétique.

## Antécédents médicaux
La santé de Washkansky a considérablement diminué au cours de sa vie : il était diabétique et souffrait d'une maladie cardiaque incurable, lui causant trois crises cardiaques. La dernière de ces crises cardiaques a entraîné une insuffisance cardiaque congestive.
En avril 1966, Washkansky a visité l'hôpital Groote Schuur en raison de sa maladie préexistante. Il a été vu pour la première fois par Barry Kaplan, qui en juillet 1966 avait demandé si Christiaan Barnard serait disposée à accompagner Washkansky dans sa maladie. Barnard avait effectué un certain nombre de tests de laboratoire et un examen approfondi sur Washkansky et était arrivé à la conclusion que rien ne pouvait être fait pour l'aider. En janvier 1967, Washkansky a été référé à Mervyn Gotsman, cardiologue à la clinique cardiaque de l'hôpital Groote Schuur en raison d'une insuffisance cardiaque réfractaire. Washkansky a subi un cathétérisme cardiaque, confirmant une insuffisance cardiaque sévère et a ensuite été référé à Barnard pour une éventuelle chirurgie.
Washkansky a été réadmis à Groote Schuur le 14 septembre 1967, qui était également le nouvel an juif. À la suite de crises cardiaques en 1965, environ un tiers seulement de son cœur fonctionnait encore. Fin octobre, il est entré en coma diabétique, mais a repris conscience. Une fois, alors qu'il était gonflé de liquide le faisant énormément souffrir, sa femme Ann lui a demandé à voix basse comment il allait. Il réussit à sourire et murmura : « Je suis au sommet du monde. » Il souffrait également d'insuffisance rénale et hépatique. Le 10 novembre, Val Schrire proposait Washkansky comme candidat potentiel à une greffe cardiaque.
Lorsque Barnard a rencontré Washkansky, il a expliqué la possibilité d'une greffe et Washkansky était d'accord avec cette possibilité. Par la suite, Ann a trouvé que son mari, Louis, était « étrangement dynamique ». Lorsque Barnard a expliqué plus tard la possibilité d'une greffe à tous les deux, l'idée était si nouvelle qu'Ann craignait initialement que son mari absorbe une partie de la personnalité du cœur du donneur.
Barnard a déclaré à Ann et Louis Washkansky que la greffe proposée avait 80% de chances de succès,, affirmation qui a été critiquée comme « trompeuse ».
Une partie de la procédure préopératoire consistait à prélever des tampons sur la peau, le nez, la bouche, la gorge et le rectum de Washkansky pour découvrir quelles bactéries vivaient sur et dans son corps, afin que les antibiotiques les plus efficaces puissent être administrés après la greffe. Il a également été fréquemment arrosé de Phisohex.

## Transplantation potentielle en novembre 1967
Fin novembre 1967, un donneur potentiel a été identifié. Un jeune homme noir était tombé d'un camion et avait subi une blessure à la tête catastrophique. Bien que le chef de la cardiologie, Val Schrire, ait précédemment exprimé une forte préférence pour éviter un donneur « de couleur », la police a approché la famille du jeune homme pour lui permettre d'être un donneur de cœur. McRae écrit que la famille « était sous le choc après avoir été confrontée à un policier ». L'électrocardiogramme du cœur du donneur a cependant montré des segments ST déprimés, ce qui signifie qu'il pourrait avoir été endommagé ou ne pas recevoir suffisamment de sang oxygéné et a donné au réticent Val Schrire une raison médicale de ne pas poursuivre la transplantation d'un cœur donneur « coloré » en Afrique du Sud de l'apartheid. Washkansky, qui avait été nettoyé et rasé pour la tentative possible, s'est senti abandonné et déçu lorsque la transplation a été annulée. Il sentait que ses chances futures étaient minces.

## Fonctionnement et résultat
Washkansky a reçu sa greffe cardiaque le 3 décembre 1967, à l'hôpital Groote Schuur du Cap, Afrique du Sud. L'opération a duré environ six heures ,,, commençant à une heure du matin avec Christiaan Barnard tête d'une équipe de trente chirurgiens, anesthésistes, infirmières et techniciens. Son frère Marius Barnard a aidé à l'opération.
Denise Darvall, 25 ans, et sa mère ont été heurtées par un conducteur ivre alors qu'elles traversaient une rue animée un samedi après-midi. Sa mère est décédée sur les lieux. Denise a été emmenée à Groote Schuur. Peter Rose-Innis, le neurochirurgien principal de l'hôpital, s'est occupé d'elle. Une radiographie du crâne a montré deux fractures graves. Elle n'a montré aucun signe de douleur lorsque de l'eau glacée a été versée dans son oreille. De plus, son cerveau n'avait aucun signe d'activité électrique. Une transfusion sanguine et un respirateur ont maintenu le rythme cardiaque. Coert Venter et Bertie Bosman étaient les médecins qui ont approché le père de Denise, Edward Darvall, et ont demandé la permission d'utiliser son cœur pour une éventuelle transplantation. Il avait été sur les lieux de l'accident d'origine et avait été mis sous sédation après avoir été transporté à l'hôpital. En attendant, il pensait que les médecins essayaient toujours de sauver la vie de sa fille. Bosman lui a dit qu'il y avait un homme à l'hôpital qui était désespérément malade et avait besoin d'une transplantation cardiaque, et peut-être qu'Edward pourrait lui faire une immense faveur s'il leur permettait de transplanter le cœur de Denise. Bosman et Venter se sont retirés de la pièce, disant qu'il devrait prendre autant de temps que nécessaire pour examiner leur demande et qu'ils comprendraient s'il refusait de donner son consentement.
Dans les quatre minutes qu'Edward Darvall a pris pour prendre sa décision, il a pensé à sa fille, à un anniversaire et à un cadeau qu'elle lui avait donné avec un son premier salaire. Il a commencé à pleurer et a décidé de ce qui devait être fait. Il se reprit et rappela les médecins dans la petite pièce. Il leur a dit que s'ils ne pouvaient pas sauver sa fille, ils devaient essayer de sauver cet homme.
Bien que Washkansky soit décédé d'une pneumonie dix-huit jours après la greffe en raison d'un système immunitaire affaibli, Barnard considérait l'opération comme un succès car le cœur « n'était pas stimulé par une machine électrique ». Comme Barnard l'a rapporté dans son livre, One Life, une décision a été prise le cinquième jour postopératoire de bombarder le système de Washkansky avec des immunosuppresseurs pour se prémunir contre un rejet potentiel du nouveau cœur. Comme le révéleront les transplantations cardiaques ultérieures, les signes notés à cette époque faisaient partie d'un programme de réinstallation du nouveau cœur et n'étaient pas nécessairement une indication de rejet[réf. nécessaire].